# Boeckella gracilis
Boeckella gracilis is een eenoogkreeftjessoort uit de familie van de Centropagidae. De wetenschappelijke naam van de soort is voor het eerst geldig gepubliceerd in 1902 door Daday.